# Seznam botaniků a mykologů dle zkratek

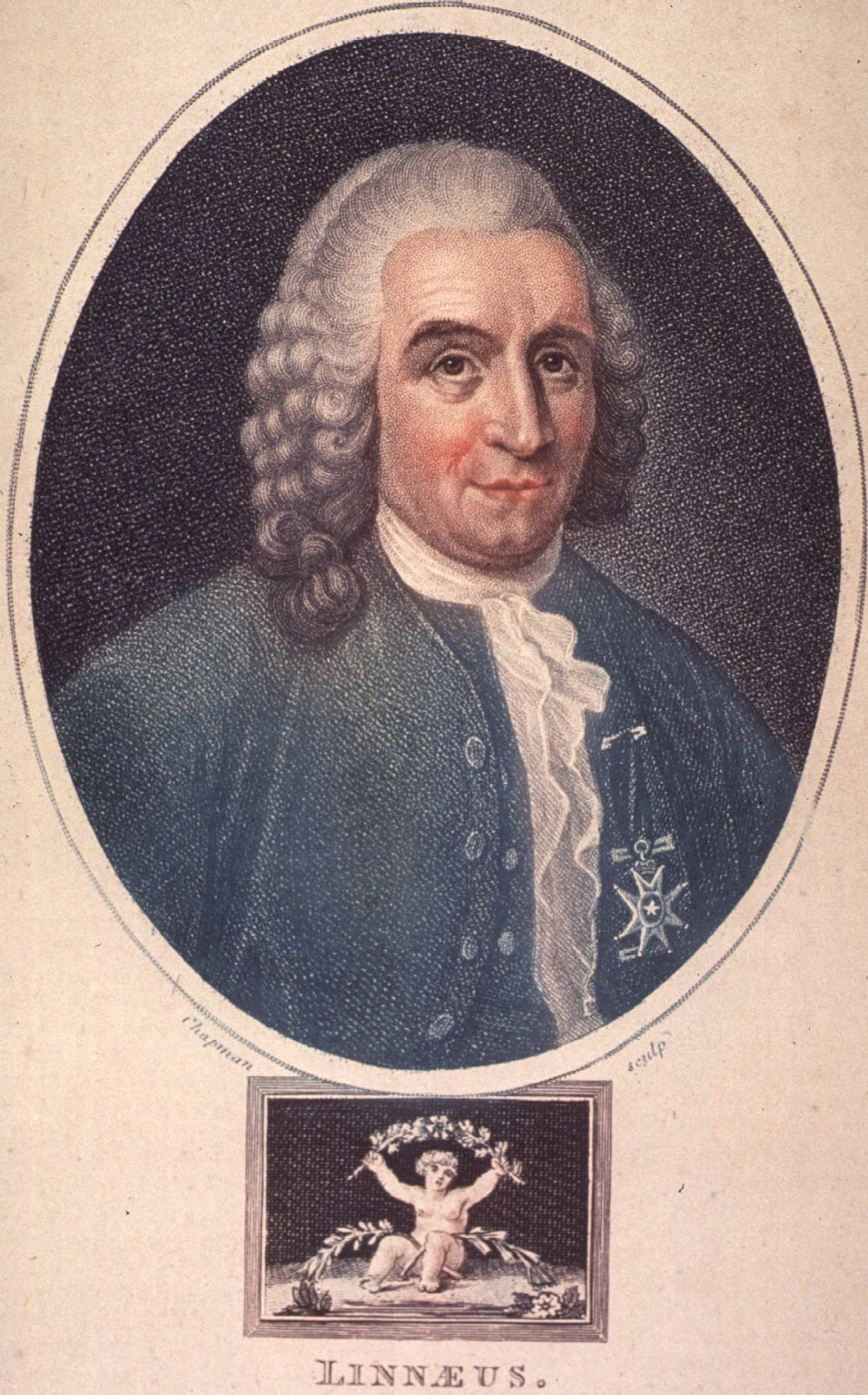
Carl von Linné

Tento seznam obsahuje standardní zkratky jmen botaniků a mykologů, které se vyskytují v autoritních údajích u vědeckých jmen botanických a mykologických taxonů. Seznam je řazen podle zkratek příjmení, na zkratku jména není brán ohled. Pokud se vyskytuje více používaných zkratek pro daného autora, je vždy učiněn odkaz na zkratku nejvíce používanou. V závorkách za plným jménem autora je uveden letopočet narození a úmrtí; pokud je v závorce uvedena zkratka fl., jedná se pouze o letopočet roku, v němž tento autor publikoval popis taxonu.

## A
| - Abel – Clarke Abel (1780–1826) - Abromeit – Johannes Abromeit (1857–1946) - Ach. – Erik Acharius (1757–1819) - Acht. – Boris T. Achtarov (1885–1959) - Acuna – Julián Acuña Galé (1900–1973) - Adamović – Lujo Adamović (1864–1935) - Adams – Johannes Michael Friedrich Adams (1780–1838) - Adans. → Adanson - Adanson – Michel Adanson (1727–1806) - Ade – Alfred Ade (1876–1968) - Aellen – Paul Aellen (1896–1973) - Afan. – C. S. Afanassiev (1905–1960) Fr - Afzel. – Adam Afzelius (1750–1837) - Agardh – Carl Adolph Agardh (1785–1859) - C. Agardh → Agardh - J. Agardh – Jacob Georg Agardh (1813–1901) - Ahlfvengren – Fredrik Elias Ahlfvengren (1862–1921) - S. Ahmad – Sultan Ahmad (1910–1983) - Ahti – Teuvo Ahti (* 1934) - Airy Shaw – Herbert Kenneth Airy Shaw (1902–1985) - Ait. → Aiton - Ait. f. → Aiton fil. - Aitch – James Edward Tierney Aitchison (1836–1898) - Aiton – William Aiton (1731–1793) - W. T. Aiton → Aiton fil. - Aiton fil. – William Townsend Aiton (1766–1849) - Alb. – Johannes Baptist von Albertini (1769–1831) - Albert – Abel Albert (1836–1909) - Albov – Nikolaj Michajlovič Albov (Alboff) (1866–1897) - Alechin – Vasilij Vasiljevič Aljochin (1884–1946) - Alef. – Friedrich Christoph Wilhelm Alefeld (Friedrich Georg Christoph Alefeld) (1820–1872) - Alessio - Carlo Luciano Alessio (?-2006) - Alexeenko – M. I. Alexejenková (Alexejenko) (1905–?) - F. Allam. – Frédéric-Louis Allamand (1735–1803) - All. – Carlo Allioni (1728–1804) - Allan – Harry Howard Barton Allan (1882–1957) - Alleiz. – Charles d'Alleizette (1884–1967) - G. J. Allman – George James Allman (1812–1898) - Almq. – Sigfrid Oskar Immanuel Almquist (1844–1923) - Alston – Arthur Hugh Garfit Alston (1902–1958) - Ambrosi – Francesco Ambrosi (1821–1897) - Ames – Oakes Ames (1874–1950) - L. M. Ames – Lawrence Marion Ames (1900–1966) - Amo – Mariano del Amo y Mora (1809–1894) - Andersen – Johannes Carl Andersen (1873–1962) | - E. Anderson – Edgar Shannon Anderson (1897–1969) - G. Anderson – George Anderson (?-1817) - N. J. Andersson – Nils Johan Andersson (1821–1880) - Andrae – Carl Justus Andrae (1816–1885) - Andrasovszky – József Andrasovszky (1889–1943) - André – Éduard-François André (1840–1911) - Andreas – Charlotte Henriette Andreas (1898–?) - Andrews – Henry Charles Andrews (?-1830) - Andrz. – Antoni Lukianovič Andrzejowski (1785–1868) - M. Angelis – Moritz von Angelis (1805–1894) - Ångström – Johan Ångström (1813–1879) - Ant. → Antoine - Antoine – Franz Antoine (1815–1886) - Antonín – Vladimír Antonín (* 1955) - Appel – Friedrich Carl Louis Otto Appel (1867–1952) - Arcangeli – Giovanni Arcangeli (1840–1921) - Ard. – Pietro Arduino (1728–1805) - Ardoino – Honoré Jean Baptiste Ardoino (1819–1874) - Arènes – Jean Arènes (1898–1960) - F. Aresch. – Fredrik Wilhelm Christian Areschoug (1830–1908) - J. B. Armstr. – Joseph Beattie Armstrong (1850–1926) - Arnold → J. F. Arnold - J. F. Arnold – Johann Franz Arnold - Arnott – George Arnott Walker Arnott (1799–1868) - Arnould – Léon Arnould - A. Arrh. – J. I. S. Arrhenius (1858–1950) - Arrigoni – Pier Virgilio Arrigoni (* 1932) - Arrondeau – Étienne Théodore Arrondeau (?-1882) - Artemczuk – Ivan Vlasovič Artěmčuk (1898–1973) - Arthur – Joseph Charles Arthur (1850–1942) - Arvat – A. Arvat (1890–1950) - Arvet-Touvet – Jean Maurice Casimir Arvet-Touvet (1841–1913) - Arx – Josef Adolph von Arx (1922–1988) - Asch. → Ascherson - Ascherson – Paul Friedrich August Ascherson (1834–1913) - Ashe – William Willard Ashe (1872–1932) - Aspegren – Georg Carsten Aspegren (1791–1828) - Asso – Ignacio Jordán Asso y del Rio (1742–1814) - G. F. Atk. – George Francis Atkinson (1854–1918) - Aublet – Jean Baptiste Christophe Fusée Aublet (1720–1778) - Audubon – John James Audubon (1785–1851) - Aucher – Pierre Martin Remi Aucher-Eloy (1792–1838) - Auersw. – Bernhard Auerswald (1818–1870) - Ausserdorfer – Anton Ausserdorfer (1836–1885) - Avé-Lall. – Julius Leopold Eduard Avé-Lallemant (1803–1867) - Aznav. – G. V. Aznavour (1861–1920) |

## B
| - Bab. – Cardale Babington (1808–1895) - C. Bab. – Churchill Babington (1821–1889) - Babcock – Ernest Brown Babcock (1877–1954) - Backeb. – Curt Backeberg (1894–1966) - Backh. – James Backhouse (1794–1869) - Badaro – Giovanni Battista Badaro (1793–1831) - J. D. Bacon – John D. Bacon (* 19??) - Baen. → Baenitz - Baenitz – Carl Gabriel Baenitz (1837–1913) - Baer – Karl Reinhold Ernst von Baer (1792–1876) - Bagnall – James Eustace Bagnall (1830–1918) - Bahadur – Kunwar Naresh Bahadur (1935–1984) - Baier – Jiří Baier - D. K. Bailey – Dana K. Bailey (* 1916) - L. H. Bailey – Liberty Hyde Bailey (1858–1954) - Baill. → Baillon - Baillet – Casimir Celestin Baillet (1820–1900) - Baillon – Henri Ernest Baillon (1827–1895) - Bailly – E. Bailly (1829–1894) - Bainier – Georges Bainier (18??-1920) - Baker – John Gilbert Baker (1834–1920) - Baker fil. – Edmund Gilbert Baker (1864–1949) - Baksay – Leona Baksay (* 1915) - Balansa – Benedict Balansa (1825–1891) - Balbis – Giovanni Battista Balbis (1765–1831) - Bald. – Antonio Baldacci (1867–1950) - Balf. – John Hutton Balfour (1808–1884) - Balf. fil. – Isaac Bayley Balfour (1853–1922) - Balk. – B. E. Balkovsky (1899–?) - Ball – John Ball (1818–1889) - P. W. Ball – Peter William Ball (* 1932) - Bancr. – Edward Nathaniel Bancroft (1772–1842) - Banks – Joseph Banks (1743–1820) - Barbero – Marcel Barbero (* 1940) - W. Barbey – William Barbey-Boissier (1842–1914) - Barc. – Francisco Barceló y Combis (1820–1889) - F. A. Barkley – Fred Alexander Barkley (1908–1989) - Barkoudah – Youssef Ibrahim Barkoudah (* 1933) - Barn. – François Marius Barnéoud (1821–?) - Barnett – Euphemia Cowan Barnett (1890–1970) - Barrandon – A. Barrandon (1814–1897) - Barratte – Jean François Gustave Barratte (1857–1920) - Bartal. – Biagio Bartalini (1746–1822) - Bartl. – Friedrich Gottlieb Bartling (1798–1875) - Bartlett – Harley Harris Bartlett (1886–1960) - Barton – Benjamin Smith Barton (1766–1815) - W. Barton – William Paul Crillon Barton (1786–1856) - W. P. C. Barton → W. Barton - Bartram – John Bartram (1699–1777) - W. Bartram – William Bartram (1739–1823) - Basil. – Nina Alexandrovna Basilevskaja (Bazilevskaja) (1902–?) - Basiner – Theodor Friedrich Julius Basiner (1817–1862) - Bässler – Manfred Bäßler (* 1935) - Bast. – Toussaint Bastard (1784–1846) - Bastm. – Jan D. Bastmeijer fl. 2001 - Bataille – Frederic Bataille (1850–1946) - Batal. → Batalin - Batalin – Alexandr Fjodorovič Batalin (1847–1896) - Bat. – Augusto Chaves Batista (1916–1967) - Batsch – August Johann Georg Carl Batsch (1761–1802) - Batt. – Jules Aimé Battandier (1848–1922) - C. Bauhin – Caspar Bauhin (1560–1624) - J. Bauhin – Johann Bauhin (1541–1613) - Baum – Bernard René Baum (* 1937) - E. Baumann – Eugen Baumann (1868–1933) - C. Bayer – Clemens Bayer (* 1961) - Baumg. – Johann Christian Gottlob Baumgarten (1765–1843) - Baxter – William Baxter (1787–1871) - Beadle – Chauncey Delos Beadle (1866–1950) - Bean – William Jackson Bean (1863–1947) - Beardslee – Henry Curtis Beardslee (1865–1948) - Beauv. – Ambroise Marie François Joseph Palisot de Beauvois (1752–1820) - Beauverd – Gustave Beauverd (1867–1942) - Becherer – Alfred Becherer (1897–1977) - Bechst. – Johann Matthäus Bechstein (1757–1822) - Beck → G. Beck - G. Beck – Günther Beck von Mannagetta und Lerchenau (1856–1931) - A. Becker – Alexander Becker (1818–1901) - J. Becker – Johannes Becker (1769–1833) - W. Becker – Wilhelm Becker (1874–1928) - Beeby – William Haddon Beeby (1849–1910) - Beers – (Ms.) Alma Holland Beers (1892–1974) - Beger – Herbert K. E. Beger (1889–1955) - Béguinot – Augusto Béguinot (1875 – 1940) - Behrendsen – Werner Behrendsen (†1923) - Beissn. – Ludwig Beissner (1843–1927) - Bellardi – Carlo Antonio Lodovico Bellardi (1741–1826) - Belli – Saverio Carlo Belli (1852–1919) - Bellot – Francisco Bellot Rodríguez (1911–1983) - Bell Salter – Thomas Bell Salter (1814–1858) - Bellù – Francesco Bellù fl. 1988 - Ar. Benn. – Arthur Bennett (1843–1929) - A. W. Benn. – Alfred William Bennett (1833–1902) - L. D. Benson – Layman David Benson (* 1909) - Benth. → Bentham - Bentham – George Bentham (1800–1884) - Bentley – Robert Bentley (1821–1893) - Bercht. – Bedřich Všemír Berchtold z Uherčic (1781–1876) - A. Berger – Alwin Berger (1871–1931) - J. P. Bergeret – Jean Pierre Bergeret (1751–1813) - J. Berggren – Jacob Berggren (1790–1868) - Bergius – Peter Jonas Bergius (1730–1790) - Berk. – Miles Joseph Berkeley (1803–1889) - Berl. – Augusto Napoleone Berlese (1864–1903) - Bernard – Pierre Frédéric Bernard (1749–1825) - Bernh. – Johann Jakob Bernhardi (1774–1850) - Bertault Raymond Bertault (1905-1986) - Berth. – Sabin Berthelot (1794–1880) - Bertill. – Louis-Adolphe Bertillon (1821–1883) - Bertol. – Antonio Bertoloni (1775–1869) - Bertram – Ferdinand Wilhelm Werner Bertram (1835–1899) - E. W. Berry – Edward Wilber Berry (1875–1945) - Besl - Helmut Besl - Besser – Wilibald Swibert Joseph Gottlieb von Besser (1784–1842) - Beyer – Rudolf Beyer (1852–1932) - Bezděk – Jan Bezděk (1858–1915) - Biasol. – Bartolomeo Biasoletto (1793–1859) - E. P. Bicknell – Eugene Pintard Bicknell (1859–1925) - Bidaud – André Bidaud - Bieb. → M. Bieb. - M. Bieb. – Friedrich August Marschall von Bieberstein (1768–1826) - Bigeard – Rene Bigeard (1840–1917) - Bigelow – Jacob Bigelow (1787–1879) - Bihari – Gyula Bihari (1889–?) - Billot – Paul Constant Billot (1796–1863) - Manfr. Binder - Manfred Binder - Binz – August Binz (1870–1963) - Biria – J. A. J. Biria (1789–?) - Bischoff – Gottlieb Wilhelm Bischoff (1797–1854) - Biv. – Antonius de Bivona-Bernardi (1774–1837) - Bl. → Blume - Blakelock – Ralph Anthony Blakelock (1915–1963) - Blakeslee – Albert Francis Blakeslee (1874–1954) - Blanc – Albert A. Blanc (1850–1928) - Blanche – Emanuel Blanche (1824–1908) - Blanco – Francisco Manuel Blanco (1778–1845) - Blečić Vilotije Blečić (1911–1981) - Błocki – Bronislaw Błocki (1857–1919) - Bloxam – Andrew Bloxam (1801–1878) | - Bluff – Mathias Joseph Bluff (1805–1837) - J. Blum – Jean Blum (* 1952) - Blume – Carl Ludwig von Blume (1796–1862) - A. Blytt – Axel Gudbrand Blytt (1843–1898) - Blytt – Mathias Numsen Blytt (1789–1862) - Bobrov – Jevgenij Grigorjevič Bobrov (1902–1983) - Boedijn – Karel Bernard Boedijn (1893–1964) - Boehmer – Georg Rudolf Boehmer (1723–1803) - Boenn. – Clemens Maria Franz von Boenninghausen (1785–1864) - Boerl. – Jacob Gijsbert Boerlage (1849–1900) - Boiss. – Pierre Edmond Boissier (1810–1885) - Boivin – Louis Hyacinthe Boivin (1808–1852) - Bojer – Wenceslas Bojer (1797–1856) - Bol. – Henry Nicholas Bolander (1831–1897) - F. Bolle – Friedrich Franz August Albrecht Bolle (* 1905) - A. Bolòs – Antonio de Bolòs y Vaireda (1889–1975) - O. Bolòs – Oriol de Bolòs (* 1924) - Bolton – James Bolton (1758–1799) - L. Bolus – Harriet Margaret Louisa Bolus (1877–1970) - Bon – Marcel Bon - Bondartsev – Appollinaris Semjonovič Bondarcev (1877–1968) - Bong. – August Gustav Heinrich von Bongard (1786–1839) - Bonjean – Joseph Bonjean (1780–1846) - Bonnet – Edmond Bonnet (1848–1922) - Bonnier – Gaston Bonnier (1853–1922) - Bonpl. – Aimé Jacques Alexandre Bonpland (1733–1858) - Bonord. – Hermann Friedrich Bonorden (1801–1884) - Boom – Boudewijn Karel Boom (1903–1980) - Booth – William Beattie Booth (ca 1804–1874) - Borbás – Vincze von Borbás (1844–1905) - Bord. – Henri Bordère (1825–1889) - Bordères – O. Bordères-Rey - Bordzil. – Jevgenij Ivanovič Bordzilovskij (1875–1949) - Boreau – Alexandre Boreau (1803–1875) - Borhidi – Attila L. Borhidi (* 1932) - Boriss. – Antonina Georgievna Borissova-Bekrjaševa (1903–1970) - Borja – José Borja Carbonell (* 1903) - Borkh. – Moritz Balthasar Borkhausen (1760–1806) - Börner – Carl Julius Bernhard Börner (1880–1953) - Bornm. – Joseph Friedrich Nicolaus Bornmüller (1862–1948) - Boros – Ádám Boros (1900–1973) - Borrer – William Borrer (1781–1862) - Bory – Jean Baptiste Georges Geneviève Marcellin Bory de Saint-Vincent (1778–1846) - Borza – Alexandru Borza (1887–1971) - Borzí – Antonino Borzí (1852–1921) - Bosc – Louis Augustin Guillaume Bosc (1759–1828) - Bosse – Julius Friedrich Wilhelm Bosse (1788–1864) - Botsch. – Viktor Petrovič Bočancev (1910–1990) - C. D. Bouché – Carl David Bouché (1809–1881) - Boud. – Jean Louis Emile Boudier (1828–1920) - Boulay – Jean Nicolas Boulay (1837–1905) - Bourdot – Hubert Bourdot (1861–1937) - Bourg. → Bourgeau - Bourgeau – Eugène Bourgeau (1813–1877) - Boutigny – Jean François Désiré Boutigny (1820–1884) - Boutelou – Estéban Boutelou (1776–1813) - Bouvet – Georges Bouvet (1850–1929) - Bravo – Helia Bravo Hollis (1901–2001) - Bres. – Giacopo Bresàdola (1847–1929) - Broome – Christopher Edmund Broome (1812–1886) - N. E. Br. – Nicholas Edward Brown (1849–1934) - R. Br. – Robert Brown (1773–1858) - R. Br. bis – Robert Brown (1820–1906) - R. Br. ter – Robert Brown (1842–1895) - S. Br. – Stewardson Brown (1867–1921) - Brack. → Brackenr. - Brackenr. – William Dunlop Brackenridge (1810–1893) - M. E. Bradshaw – Margaret Elizabeth Bradshaw (* 1926) - Brand – August Brand (1863–1930) - Brandis – Dietrich Brandis (1824–1907) - D. Brândză – Dimitrie Brândză (1846–1895) - A. Braun – Alexander Carl Heinrich Braun (1805–1877) - G. Braun – Gottlieb Braun (1821–1882) - H. Braun – Heinrich Braun (1851–1920) - J. Braun → Br. -Bl. - Br. -Bl. – Josias Braun-Blanquet (1884–1980) - Breedlove – Denis E. Breedlove (* 1939) - Bref. – Julius Oscar Brefeld (1839–1925) - Breistr. – Maurice A. F. Breistroffer (1910–1986) - Brenan – John Patrick Micklethwait Brenan (1917–1985) - Bres. – Giacopo Bresàdola (1847–1929) - Bresinsky – Andreas Bresinsky (1935–) - V. Brig. – Vincenzo Briganti (1766–1836) - Briganti → V. Brig. - Brign. – Giovanni de Brignoli di Brunnhoff (1774–1857) - Briot – Pierre Louis Briot (1804–1888) - Brinkmann – Wilhelm Brinkmann - Briq. – John Isaac Briquet (1870–1931) - Brittinger – Christian Casimir Brittinger (1795–1869) - Britton – Nathaniel Lord Britton (1859–1934) - Britzelm. – Max Britzelmayer (1839–1909) - Bromhead – Edward Ffrench Bromhead (1789–1855) - Brond. – Louis de Brondeau (1794–1859) - Brongn. – Adolphe Théodore Brongniart (1801–1876) - Brot. – Felix de Silva Avellar Brotero (1744–1828) - Brouss. – Pierre Marie Auguste Broussonet (1761–1807) - Browicz – Kasimierz Browicz (* 1925) - Brügger – Christian Georg Brügger (1833–1899) - Brullo – Salvatore Brullo (* 1947) - Brumh. – Phillipp Brumhard (1879–?) - Brumm. – Johannes van Brummelen (1932–) - Brummitt – Richard Kenneth Brummitt (* 1937) - Brunet – Louis Ovide Brunet (1826–1876) - Bubani – Pietro Bubani (1806–1888) - Buch – Christian Leopold von Buch (1774–1853) - Buch. -Ham. – Francis Buchanan-Hamilton (1762–1829) - Buchanan-White – Francis Buchanan-White (1842–1894) - Buchegger – Josef Buchegger (1886–?) - Buchholz – Feodor Vladimirovic Buchholz (1872–1924) - J. Buchholz – John Theodore Buchholz (1888–1951) - Buchinger – J. D. Buchinger (1803–1888) - Buckl. → Buckley - Buckley – Samuel Botsford Buckley (1809–1884) - H. Buek – Heinrich Wilhelm Buek (1796–1878) - Buffon – Georges Louis Leclerc de Buffon (1707–1788) - Buhse – Friedrich Alexander Buhse (1821–1898) - Bull. – Jean Baptiste Francois Bulliard (1752–1793) - Bunge – Alexandr Andrejevič von Bunge (1803–1890) - Burds. – Harold H. Burdsall (* 1940) - W. C. Burger – William Carl Burger (* 1932) - Burgeff – Hans Burgeff (1883–1976) - Burgsd. – Friedrich August Ludwig von Burgsdorff (1747–1802) - Burl. – Gertrude Simmons Burlingham (1872–1952) - Burm. – Johannes Burman (1707–1779) - Burm. f. – Nicolaas Laurens Burman (1734–1793) - Burnat – Émile Burnat (1828–1920) - Burnett – Gilbert Thomas Burnett (1800–1835) - B. L. Burtt – Brian Laurence Burtt (* 1913) - N. Busch – Nicolaĭ Adolfowitsch Busch (1869–1941) - Buschm. – Adolphine Buschmann (1908–1989) - Buser – Robert Buser (1857–1931) - Bush – Benjamin Franklin Bush (1858–1937) - Buxb. – Franz Buxbaum (1900-1979) - J. C. Buxb. – Johann Christian Buxbaum (1693–1730) - Buyck – Bart Buyck (* 1959) - Bykov – Boris Alexandrovič Bykov (1910–1990) |

## C
| - Caball. – Arturo Caballero (1877–1950) - Cadevall – Juan Cadevall y Díars (1846–1921) - Cajander – Aimo Kaarlo Cajander (1879–1943) - Caldas – Francisco José de Caldas (1768 – 1816) - Caldesi – Ludovico Caldesi (1821–1884) - Calestani – Vittorio Calestani (1882–?) - Caley – George Caley (1770–1829) - Camb. – Jacques Cambessèdes (1799–1863) - Campd. – Francisco Campderá (1793–1862) - A. Camus – Aimée Antoinette Camus (1879–1965) - E. G. Camus – Edmond Gustave Camus (1852–1915) - DC. – Augustin Pyramus de Candolle (1778–1841) - Cañigueral – Juan Cañigueral Cid (* 1912) - Cannon – John Francis Michael Cannon (* 1930) - Cariot – Antoine Cariot (1820–1883) - Carow – Thomas Carow (* 19??) - Carr. → Carrière - Carrière – Élie Abel Carrière (1818–1896) - Carruth. – William Carruthers (1830–1922) - Caruel – Théodore Caruel (1830–1898) - Carvajal – Hernandez Servando Carvajal - Carver – George Washington Carver - Casp. – Johann Xaver Robert Caspary (1818–1887) - Casper – S. Jost Casper - Cass. – Alexandre Henri Gabriel de Cassini - Cav. – Antonio José Cavanilles - Ceballos – Luis Ceballos Fernandez de Cordoba - Cejp – Karel Cejp - Cesalpino – Andrea Cesalpino - Ces. – Vincenzo Cesati (1806–1883) - Cetto – Bruno Cetto (1921–1991) - Cham. – Adelbert von Chamisso - Cham. – Louis Charles Adelaïde Chamisseau de Boncourt - Y. T. Chang – Yong Tian Chang - T. B. Chao – Tien Bung Chao - Chapm. – Alvin Wentworth Chapman - M. W. Chase – Mark Wayne Chase (* 1951) - C. Y Cheng – Ching Yung Cheng - W. C. Cheng – Wan-Jung Zheng (Wan Chun Cheng) (1908–1987) - W. T. Cheng – Wu Tsang Cheng - Cheype - Jean-Louis Cheype - K. I. Chr. – Knud Ib Christensen - H. Christ – Konrad Hermann Christ | - Chun – Woon Young Chun - M. P. Christ. – Mads Peter Christiansen (1889–1975) - M. S. Christ. – Mogens Skytte Christiansen (1918–) - Chrtek – Jindřich Chrtek (* 1930) - Cif. – Raffaele Ciferri (1897–1964) - Clairv. – Joseph Philippe de Clairville - C. B. Clarke – Charles Baron Clarke - Cleland – John Burton Cleland (1878–1971) - Clémençon – Heinz Clémençon (1935–) - Clemente – Simon de Rojas Clemente y Rubio - Clem. – Mordecai Cubitt Clements (1874–1945) - Clus. – Charles de l'Ecluse - Cogn. – Alfred Cogniaux - Coker – William Chambers Coker (1872–1953) - Collinson – Peter Collinson FRS - Coltm. -Rog. – Charles Coltman-Rogers - Conran – John Godfrey Conran (* 1960) - Constantin - Julien Noël Constantin (1857–1936) - Contu - Marco (E.) Contu - Coode – Mark James Coode - Cooke – Mordecai Cubitt Cooke (1825–1914) - Coombe – David Edwin Coombe - Corda – August Corda (1809–1872) - Cordier – François Simon Cordier (1797–1874) - Corner – Edred John Henry Corner - Coult. – Thomas Coulter - J. M. Coulter – John Merle Coulter - Courtec. – Regis Courtecuisse - Cout. – Antonio Xavier Pereira Coutinho - Craib – William Grant Craib - Crép.- François Crépin - Cristur. – Ioan Cristurean - Critchf. – William Burke Critchfield - Cronq. – Arthur John Cronquist - Cullen – James Cullen - Cummins – George Baker Cummins (1904–) - A. Cunn. – Allan Cunningham (1791–1839) - G. Cunn. – Gordon Herriot Cunningham (1892–1962) - M. A. Curtis – Moses Ashley Curtis - Curtis – William Curtis - Czern. – Vasilij Matvejevič Čerňajev (1796–1871) - L.F. ČELAK. - Ladislav František Čelakovský (1864–1916) - Čelak. – Ladislav Josef Čelakovský (1834–1902) - Černý – Alois Černý |

## D
| - Dahl – Anders Dahl (1751–1789) - R. Dahlgr., R. Dahlgren – Rolf Martin Theodor Dahlgren (1932–1987) - Dallim. – William Dallimore (1871–1959) - Dalzell – Nicol (Nicolas) Alexander Dalzell (1817–1878) - Dalziel – John McEwan Dalziel (1872–1948) - A. David – Alix (D.) David (1927-) - David – Armand David (1826–1900) - W. T. Davis – William Thompson Davis - DC. – Augustin Pyramus de Candolle (1778–1841) - A. DC. – Alphonse Louis Pierre Pyramus de Candolle (1806–1893) - De Bary – Anton de Bary - Decne. – Joseph Decaisne - P. C. DeJong – P. C. DeJong - Delarbre – A. Delarbre (1724–1813) - Delavay – Pierre Jean Marie Delavay - Deless. – Jules Paul Benjamin Delessert - Delip. – Dimitàr Danailov Delipavlov - Dennis – Richard William Georg Dennis - De Puydt – Paul Émile de Puydt - Dermek – Aurel Dermek (1925–1989) - Desf. – René Louiche Desfontaines - Desm. – Jean Baptiste Desmazières (1786–1862) - Deyl - Miloš Deyl (1906-1985) - É.Desv. - Étienne-Émile Desvaux (1830-1854) - de Vriese – Willem Hendrik de Vriese - E.A. Dick - Esther Amelia Dick (*1909) - Dieck – Georg Dieck - Diels – Friedrich Ludwig Diels - A. Dietr. – Albert Gottfried Dietrich (1795–1856) - F. Dietr. – Friedrich Gottlieb Dietrich - Dill. – Johann Jacob Dillenius - B. Y. Ding – Bing Yang Ding - Dipp., Dippel – Leopold Dippel - Djav. -Khoie – Karim Djavanchir-Khoie - B. O. Dodge – Bernard Ogilvie Dodge (1872–1960) | - Dodoens – Rembert Dodoens - Domański – Stanislaw Domański (1916–1993) - Domin – Karel Domin - D. Don – David Don - Don – George Don - G. Don, G. Don fil. – George Don, Jr. (1798–1856) - Q. Z. Dong – Quan Zhong Dong - Donk – Marinus Anton Donk (1908–1972) - Donn – James Donn (1758–1813) - Dorr – Laurence J. Dorr (* 1953) - Dostál – Josef Dostál (1903–1999) - Dougl. – David Douglas - Douglas – David Douglas - Downie – Dorothy Downie - Drake – Emmanuel Drake del Castillo - Dring – Donald M. Dring (1932–1978) - Dryand. – Jonas C. Dryander - Du Tour – Du Tour de Salvert - Duch. – Pierre Étienne Simon Duchartre - Duchesne – Antoine Nicolas Duchesne (1747–1827) - L.M. Dufour – Léon Marie Dufour (1862–1942) - Dulac – Joseph Dulac (1827–1897) - Dum., Dumort. – Barthélemy Charles Joseph Dumortier (1797–1878) - Dum. Cours. – George Dumont de Course - Dun., Dunal – Michel Felix Dunal - A. Duncan – Andrew Duncan - W. H. Duncan – Wilbur Howard Duncan - Dunn – Stephen Troyte Dunn - Durand – Elias Magloire Durand - Durande – Jean François Durande (1732–1794) - Dur. – Michel Charles Durieu de Maisonneuve (1796–1878) - Duthie – John Firminger Duthie - Duval – Henri Auguste Duval - Dvořák – Rudolf Dvořák (1874–1945) |

## E
| - Eames – Edwin Hubert Eames (1865–1948) - Earle – Franklin Sumner Earle (1856–1929) - Eastw. – Alice Eastwood - Ebbesen – G. Ebbesen - Eberm. – Johann Erdwin Christopher Ebermaier (1769–1825) - Eckblad – Finn-Egil Eckblad (1923–2000) - Eckl. – Christian Friedrich (Frederik) Ecklon (1795–1868) - Eggert – Heinrich Karl Daniel Eggert (1841–1904) - Eggli – Urs Eggli (* 1959) - Ehrh. – Jakob Friedrich Ehrhart (1742–1795) - Ehrenb. – Christian Gottfried Ehrenberg (1795–1876) - C.Ehrenb – Carl August Ehrenberg (1801–1849) - Ehrend. – Friedrich Ehrendorfer (* 1927) - Eichl. – August Wilhelm Eichler - Eichler – August Wilhelm Eichler (1839–1887) - Eig – Alexander Eig | - Einhell. – Alfred E. Einhellinger (1913–1999) - Ekman – Erik Leonard Ekman (1883–1931) - Ellis – Job Bicknell Ellis (1829–1905) - Elliott – Stephen Elliott (1771–1830) - Elwes – Henry John Elwes - Elwert – Johann Caspar Philipp Elwert (1760–1827) - Emory – William Emory - Endl. – Stephan Ladislaus Endlicher (1804–1849) - H. Engel – Heinz Engel - Engelm. – George Engelmann - Engl. – Adolf Engler - Erhardt - Walter Erhardt - Eschsch. – Johann Friedrich Gustav von Eschscholtz (1793–1831), také Esch. - Estadès - Alain Estadès - Ettingsh. – Constantin von Ettingshausen - Everh. Benjamin Matlack Everhart (1818–1904) - Ewan – Joseph Andorfer Ewan |

## F
| - Faber – Theol Faber - D. Fairchild – David Fairchild - Falc. – Hugh Falconer - W. P. Fang – Wen Pei Fang - Farges – Paul Farges - Farjon – Aljos K. Farjon - O. Falck – Olga Falck fl. 1947 - Falck – Richard Falck (1868–1955) - Farw. – Oliver Atkins Farwell (1867–1944) - M. F. Fay – Michael Francis Fay (* 1960) - Fayod – Victor Fayod (1860–1900) - O. Fedtsch. – Olga Alexandrovna Fedčenko - K. M. Feng – Kuo Mei Feng - Fellner – Maximilian Johann Nepomuk Fellner - Fenzl – Edward Fenzl - Ferd. – Carl Christian Frederic(k) Ferdinandsen (1879–1944) - Fern. – Merritt Lyndon Fernald - Fernald – Merritt Lyndon Fernald - Ferré – Yvette de Ferré - M. Fidalgo – Maria Eneydna Pacheco Kauffman Fidalgo (1928–1970) - Fiori – Adriano Fiori - Fisch. – Friedrich Ernst Ludwig von Fischer - Fitschen – Jost Fitschen - Fitzp. – Harry Morton Fitzpatrick (1886–1949) - Florin – Carl Rudolf Florin | - Flous – Fernande Flou - F. B. Forbes – Francis Blackwell Forbes - Forbes – John Forbes - Forrest – George Forrest - Forssk. – Peter Forsskål - G. Forst. – Johann Georg Adam Forster - J. R. Forst. – Johann Reinhold Forster - Fort. – Robert Fortune - Fortune – Robert Fortune - Franch. – Adrien René Franchet - Franco – Joao do Amaral Franco - Fraser – John Fraser - Frém. – John Charles Frémont - Fresen. – Johann Baptist Georg Wolfgang Fresenius (1808–1866) - Frič – Alberto Vojtěch Frič (1882–1944) - Fr. – Elias Magnus Fries - R. E. Fr. – (Klas) Robert Elias Fries (1876–1966) - Th. Fr. – Theodor [Thore] Magnus Fries (1832–1913) - T. C. E. Fr. – Thore Christian Elias Fries (1886–1930) - Frank' - Joseph C. Frank (1782-1835) - Friv. – Imre Frivaldszky - Frost - Charles Christopher Frost (1805 – 1880) - L. K. Fu – Li Kuo Fu - L. Fuchs – Leonhart Fuchs - Fuckel – Karl Wilhelm Gottlieb Leopold Fuckel (1821–1876) |

## G
| - Gaertn. – Joseph Gärtner (1732–1791) - Gagnep. – François Gagnepain (1866–1952) - Gal. – Henri Guillaume Galeotti (1814–1858) - Galeotti → Gal. - Galzin – Amedee Galzin (1853–1925) - Gambel – William Gambel - Gams – Helmut Gams (1893–1976) - Gäum. – Ernst Gäumann (1893–1963) - Garcke – Friedrich August Garcke (1819–1904) - Gaudich. – Charles Gaudichaud-Beaupré (1789–1864) - Gaussen – Henri Marcel Gaussen (1891–1981) - Gavioli – Orazio Gavioli (1871–1944) - Gay C. – Claude Gay 1800–1873) - Gay J. – Jacques Etienne Gay (1786–1864) - Gaynor – B. D. Gaynor (1987–) - Gelardi - Matteo Gelardi - Genev. – Leon Gaston Genevier (1830–1880) - Gentry – Howard Scott Gentry (1903–1993) - J. Gerard – John Gerard (1545–1612) - Gesner – Konrad Gessner (1516–1565) - P. W. Graff – Paul Weidemeyer Graff (1880–) - G. G. – Jean Charles Marie Grenier & Dominique Alexandre Godron - Ghini – Luca Ghini (1490–1566) - E. -J. Gilbert – Edouard-Jean Gilbert (1888–?) - Gilb. – Robert Lee Gilbertson (1925–) - Gilg – Ernest Friedrich Gilg (1867–1933) - Gill. – John Gillies (1747–1836) - Gillet – Claude-Casimir Gillet (1806–1896) - Giraldi – Giuseppe Giraldi - Giseke – Paul Dietrich Giseke (1741–1796) - Gleason – Henry Allan Gleason (1882–1975) - Gled. – Johann Gottlieb Gleditsch (1714–1786) - Glend. – Robert Glendenning (1805–1862) - C. C. Gmel. – Karl Christian Gmelin (1762–1837) | - J. F. Gmel. – Johann Friedrich Gmelin (1748–1804) - J. G. Gmel. – Johann Georg Gmelin (1709–1755) - S. G. Gmel. – Samuel Gottlieb Gmelin (1744–1774) - Godr. – Dominique Alexandre Godron (1807–1880) - Goldman – Edward Alphonso Goldman (1873–1946) - Gord. – George Gordon (botanik) (1806–1879) - Gordon – George Gordon (botanik) (1806–1879) - Goris – A. Goris - Gorozh. – Ivan Nikolajevič Gorožankin (1848 – 1904) - Gouan – Antoine Gouan (1733–1821) - Graebn. – Karl Otto Graebner (1871–1933) - Gramberg - Eugen Gramberg - A. Gray – Asa Gray (1810–1888) - Gray → S. F. Gray - S. F. Gray – Samuel Frederick Gray (1766–1828) - Greene – Edward Lee Greene (1843–1915) - B. D. Greene – Benjamin Daniel Greene (1793–1862) - Gren. – Jean Charles Marie Grenier (1808–1875) - Grev. – Robert Kaye Greville (1794–1866) - Griff. – William Griffiths (1810–1845) - Griseb. – August Grisebach (1814–1879) - Grossh. – Alexandr Alfonsovič Grossheim (1888–1948) - A. Grove – Arthur Grove (1865–1942) - Grove – William Bywater Grove (1848–1938) - A. Guerra - Armando Guerra de la Cruz - A.G. Guerra - A. G. Guerra - Guett. – Jean Étienne Guettard (1715–1786) - H. Guill. – Jean Baptiste Antoine Guillemin fl. 1909 - Gunn. – Johann Ernst Gunnerus (1718–1773) - Gunnerus – Johann Ernst Gunnerus (1718–1773) - Gürke – Robert Louis August Maximilian Gürke (1854–1911) - Guss. – Giovanni Gussone (1787–1866) - Guzmán – Guzmán (1938–) |

## H
| - Haage – Friedrich Adolph Haage (1796–1866) - Haenke – Tadeáš Haenke - Hagara – Ladislav Hagara - Haller – Albrecht von Haller [1708-1777] - J. R. Haller – John Robert Haller (1930-) - Hance – Henry Fletcher Hance - Hand. -Mazz. – Heinrich Handel-Mazzetti - E. C. Hansen – Emil Christian Hansen (1842–1909) - Hansf. – Clifford George Hansford (1900–1966) - Hara – Kanesuke Hara - Harbarth – Peter Harbarth (* 19??) - Hark – Harvey Wilson Harkness (1821–1901) - Hartm. – Carl Johann Hartmann (1790–1849) - Hartw. – Karl Theodor Hartweg - Hassk. – Justus Carl Hasskarl - Hatus. – Sumihiko Hacušima (初島 住彦, 1906 – 2008) - Haw. – Adrian Hardy Haworth - D. Hawksw. – David Leslie Hawksworth (1946–) - Hawksw. – Frank Goode Hawksworth - Hayashi – Jasaka Hajaši (林 弥栄, * 1911) - Hayata – Bunzó Hajata (早田 文藏, 1874 – 1934) - Hayek – August von Hayek (1871–1928) - H. B. K. – Humboldt, Bonpland a Kunth - Hedge – Ian Charleson Hedge - Hedw. – Johann Hedwig (1730–1799) - R. Hedw. – Romanus Adolf Hedwig (1772–1806) - Heer – Oswald von Heer (1809–1883) - R. Heim – Roger Heim (1900–1979) - Heimerl – Anton Heimerl (1857–1942) - Heinem. – Paul Heinemann (1916–1996) - Hegetschw. – Johannes Jacob Hegetschweiler (1789–1839) - Hegi – Gustav Hegi (1876–1932) - Heldr. – Theodor Heinrich von Heldreich - Hensl. – John Stevens Henslow - Herink – Josef Herink (1915–1999) - E.A. Herrm. - Eugen Adolf Herrmann - Hers – Joseph Hers - H. & B. – Humboldt und Bonpland - H. Hara – Hiroši Hara (原 寛, 1911 - 1986) - A. Henry – Augustine Henry - Hickel – Paul Robert Hickel - Hiern – William Philip Hiern - Hildebr. – Friedrich Hermann Gustav Hildebrand - Hill – John Hill (1707 bis 21. 11. 1775) - E. J. Hill – Ellsworth Jerome Hill | - A.E. Hills – Alan E. Hills - Hitchc. – Albert Spear Hitchcock (1865–1935) - Hjelmq. – Karl Jesper Hjelmquis - Hlaváček – Jiří Hlaváček (1927-2002) - Hochst. – Christian Ferdinand Hochstetter - Hoess – Franz Höss - Hoffm. – Franz Georg Hoffmann (1761–1826) - Hoffmanns. – Johann Centurius von Hoffmannsegg - Hohen. – Rudolph Friedrich Hohenacker - Höhn. – Franz Xaver von Höhnel (1852–1920) - Holford – Sir George Holford - Holmboe – Jens Holmboe - Holmsk. – Theodor Holmskjold (1732–1794) - Hoogland – Ruurd Dirk Hoogland (1922–1994) - J. M. Hook – James Mon van Hook (1870–1935) - Hook. → Hooker - W. Hook. – William Hooker - Hook. f. – Joseph Dalton Hooker (1817–1911) - Hooker – William Jackson Hooker (1785–1865) - Hora – Frederich Bayard Hora (1908–1984) - E. Horak – Egon Horak - Horan. – Pavel Fjodorovič Gorjaninov (1796–1865) - Hornem. – Jens Wilken Hornemann (1770–1841) - Hort. – správně hort. = hortulanorum - Hosok. – Takahide Hosokawa (1909-) - Höss – Franz Höss - Host – Nicolaus Thomas Host - Houtt. – Maarten Willem Houttuyn (1720–1798) - J. T. Howell – John Thomas Howell - Y. C. Hsu – Yung Chun Hsu - Hu – Xian-Su Hu (Hsiensu Hu) - C. C. Huang – Cheng Chiu Huang - Hubeny – Joseph Hubeny - G.A. Huber - Glenn Anthony Huber (1899-?) - Heinr. Huber - Heinrich Huber - J.C. Huber - Johann Christoph Huber (1830-1913) - L. Huber - Lars Huber - Hubert - Ernest Everett Hubert (1887-?) - Huds. → Hudson - Hudson – William Hudson (1730–1793) - Huijsman – H. S. C. Huijsman (1900–) - Humb. – Alexander von Humboldt - P. F. Hunt – Peter Francis Hunt (1936-) - Hutch. – John Hutchinson (1884–1972) - Hy – Félix Charles Hy |

## I
| - S. Imai – Sanši Imai (今井三子, 1900 – 1976) - Imazeki – Rokuja Imazeki (今関六也, 1904 - 1991) - Imler - Louis Philip Mathieu Imler (1900-1993) - I. Rácz - István Rácz (* 1952) | - Ito – Keisuke Itó (伊藤圭介, 1803‐1901) - S. Ito – Seija Itó (伊藤誠哉, 1883–1962) - T. Itô – Tokutaró Itó (伊藤篤太郎, 1868 - 1941) |

## J
| - A. B. Jackson – Albert Bruce Jackson (1876–1947) - Jacks. – George Jackson (1790–1811) - N. Jacobsen – Niels Henning Günther Jacobsen (* 1941) - Jacq. – Nikolaus Joseph von Jacquin (1727–1817) - Jacz. – Arthur Louis Arthurovic de Jaczewski (1863–1923) - E. James – Edwin James - Janda - Václav Janda (*1971) - Jaub. – Hippolyte François Jaubert - Jáv. – Sándor Jávorka (1883–1961) - Jeffrey – John Frederick Jeffrey - Jeps. – William Linn Jepson - Jess. – Karl Friedrich Wilhelm Jessen (1821–1889) - Jessen → Jess. | - Johanson – Carl Johan Johanson (1858–1888) - I. M. Johnston – Ivan Murray Johnston - Jones – William Jones (1746–1794) - Jonker – Fredrik Pieter Jonker (1912–1995) - Joss. – Marcel Josserand (1900–1992) - Jungh. – Franz Wilhelm Junghuhn (1809–1864) - Juss. – Antoine Laurent de Jussieu (1748–1836) - A. Juss. – Adrien Henri Laurent de Jussieu (1797–1853) - Adr. Juss. → A. Juss. - Ant. Juss. – Antoin de Jussieu (1686–1758) - B. Juss. – Bernard de Jussieu (1699–1777) - J. Juss. – Joseph de Jussieu (1704–1779) - Juz. – Sergej Vasiljevič Juzepčuk (1893–1959) |

## K
| - Kablík. – Josefína Kablíková (1787–1863) - Kaempf. – Engelbert Kaempfer - Kalchbr. – Károly Kalchbrenner (1807–1886) - Kalm – Pehr Kalm - Kallenb. – Franz Kallenbach (1893–1944) - Kaneh. – Rjózó Kanehira (金平亮三, 1882 - 1948) - Kanitz – August (Agoston, Agost) Kanitz (1843–1896) - Kärcher – Reinhold Kärcher (1935–) - H. Karst. – Gustav Karl Wilhelm Hermann Karsten (1817–1908) - P. Karst. – Petter Adolf Karsten (1834–1917) - Kauffm. – Nikolai Nikolajevič Kauffmann (1834–1870) - Kauffman – Calvin Henry Kauffman (1869–1931) - Kavina – Karel Kavina (1890 – 1948) - Keck – Karl Keck - Kellogg – Albert Kellogg - Ker Gawl. – John Bellenden Ker Gawler (1764–1842) - Kers – Lars Erik Kers (* 1931) - J. J. Kickx – Jean Jacques Kickx (1842–1887) - J. Kickx f. – Jean Kickx (1803–1864) - Kiggel. – Franz Kiggelaer (1648–1722) - Killerm. – Matthias Sebastian Killermann (1870–1956) - King – George King (botanik) (1840–1909) - Kingdon-Ward – Francis Kingdon Ward - Kippist – Richard Kippist (1812–1882) - G. Kirchn. – Georg Kirchner - J. Kirk – Sir John Kirk - Kirschst. – Wilhelm Kirschstein (1863–1946) - Kit. – Paul Kitaibel - Kitag. – Masao Kitagawa (北川政夫, 1910 － 1995） - Kleb. – Heinrich Klebahn (1859–1942) - Klein – Jacob Theodor Klein (1685–1759) - E.Klein – Erich Klein (1931–2016) - Kleopow – Jurij Dmitrievič Kleopow (1902–1942) - Klofac - Wolfgang Klofac - Klotzsch – Johann Friedrich Klotzsch (1805–1860) - Kluzák - Zdeněk Kluzák (1926-2003) - Kmeť – Andrej Kmeť (1841-1908) - Kniep – Hans Kniep (1881–1930) | - Knobl. – Emil Friedrich Knoblauch (1864–1936) - Knudsen - Henning Knudsen - W. C. Ko – Wan Chang Ko - W. D. J. Koch – Wilhelm Daniel Joseph Koch - K. Koch – Karl Heinrich Koch - Koehne – Emil Bernhard Koehne - Körte – → Körte - Kohlm. – Jan Kohlmeyer - Koidz. – Gen'iči Koizumi (小泉 源一, 1883 - 1953) - Kom. – Vladimir Leontjevič Komarov - Komarova – Emma Petrovna Komarova (1929–) - Konrad – Paul Konrad (1877–1948) - Korf – Richard Paul Korf (* 1925) - Korhonen – Kari Korhonen (* 1943) - Körn. – Friedrich August Körnicke (1828–1908) - Körte – Heinrich Friedrich Franz Ernst Körte (1782–1845) - Korth. – Pieter Willem Korthals - Kotl. – František Kotlaba (1927-2020) - Kotschy – Karl Theodor Kotschy - Krahulec - František Krahulec (* 1952) - Krajina - Vladimír Krajina (1905-1993) - E. H. L. Krause – Ernst Hans Ludwig Krause (1859–1942) - Kreisel – Hanns Kreisel - Kriegl. → Krieglst. - Krieglst. – German Joseph Krieglsteiner (1937–2001) - Krisai – Irmgard Krisai-Greilhuber - Krombh. – Julius Vincenc von Krombholz (1782–1843) - C. T. Kuan – Chung Tian Kuan - Kubička – Jiří Kubička - Kudo – Yoshun Kudo (1887 - 1932) - Kühner – Robert Kühner (1904–1996) - P. Kumm. – Paul Kummer (1834–1912) - Kunth – Carl Sigismund Kunth (1788–1850) - Kuntze – Carl Ernst Otto Kuntze (1843–1907) - Kurz – Wilhelm Sulpiz Kurz - Kusaka – Masao Kusaka (草下正夫, 1915 -) - Kuthan – Jan Kuthan - Kuyper – Thomas Wilhelmus Kuyper |

## L
| - Labill. – Jacques Julien Houtton de Labillardière - Lacass. – Marcel Lacassagne - Laest. – Lars Levi Laestadius - Lagerh. – Niels Gustav Lagerheim (1860–1926) - Laguna – Maximo Laguna y Villanueva - Lam. – Jean-Baptiste de Monnet de Lamarck (1744–1829) - Lamk. – → Lam. - Lamb. – Aylmer Bourke Lambert - Lambotte – Jean Baptiste Émil Ernest Lambotte (1832–1905) - Lancaster – Roy Lancaster - Landa – Jaroslav Landa (1944–) - J. E. Lange – Jakob Emanuel Lange (1864–1941) - Lange – Johan Martin Christian Lange - Lanner – Ronald M. Lanner - Lannoy - Gilbert Lannoy - Lanzoni – Gianbattista Lanzoni fl. 1986 - Lasch – Wilhelm Gottfried Lasch (1787–1863) - Laughlin – Kendall Laughlin - Lauth – Thomas Lauth - Y. W. Law – Yuh Wu Law - Lawson – Peter Lawson - Layens – Georges de Layens (1834–1897) - Lázaro Ibiza – Blas Lázaro é Ibiza (1858–1921) - Lazebníček - Jiří Lazebníček (*1934) - Leclair – A. Leclair - Lecompte – Marius Lecompte - Lecomte – Paul Henri Lecomte - Ledeb. – Karl Friedrich von Ledebour - S. K. Lee – Shu Kang Lee - Le Gal – Marcelle Louise Fernande Le Gal (1895–1979) - Lehm. – Johann Georg Lehmann - Lem. – Charles Lemaire - Lemm. – John Gill Lemmon - Lemmon – John Gill Lemmon - Lenz – Harald Othmar Lenz (1798–1870) - Letell. – Jean Baptiste Letellier (1817–1898) - H. Lév. – Augustin Hector Léveillé - Lév. – Joseph-Henri Léveillé (1796–1870) | - Lib. – Marie Anne Libert (1782–1865) - Lilja – Nils Lilja (1808–1870) - L. – Carl Linné (1707–1778) - L. f. – Carl von Linné jr. - L'Hér. – Charles L'Héritier de Brutelle - X. W. Li – Xing Wen Li - H. Li – Hen Li - Liais – Emmanuel Liais - J. C. Liao – Jih Ching Liao - T. Liebe – Theodor Liebe fl. 1862 - Liebl. – Franz Caspar Lieblein - Liebm. – Frederick Michael Liebmann - Limpr. – Karl Gustav Limpricht - Lindau – Gustav Lindau (1866–1923) - Lindblad – Matts Adolf Lindblad (1821–1899) - Lindl. – John Lindley - Ling – Yong Yuan Ling - Link – Johann Heinrich Friedrich Link - Liou – Tcheng Ngo Liou - Litsch. – Viktor Litschauer (1879–1939) - Little – Elbert Luther Little - T. S. Liu – Tung Shui Liu - Lizoň – Pavel Lizoň - Lloyd – Curtis Gates Lloyd (1859–1926) - Loes. – Ludwig Eduard Loesener - Lojac. – Michele Lojacono-Pojero - Lönnrot – Elias Lönnrot - Loock – E. E. M. Loock - G. Lopez – Ginez Alejandro Lopez Gonzalez - Locq. – Marcel Locquin - Loud. – John Claudius Loudon - Loudon – John Claudius Loudon - J. W. Loudon – Jane Wells Loudon - Lour. – João de Loureiro (1717-) - Lowe – Richard Thomas. Lowe - F. Ludw. – Friedrich Ludwig (1851–1918) - Lüth – Michael Lüth (* 1955) - Lund. – Seth Lundell (1892–1966) |

## M
| - Maack – Richard Karlovič Maack (1825–1886) - Maas Geest. – Rudolf Arnold Maas Geesteranus (1911–) - Macků – Jan Macků st. - Macoun – John Macoun - Madrigal – Xavier Madrigal-Sanchez - Magnus – Paul Wilhelm Magnus (1844–1914) - Maire – René Charles Maire (1878–1949) - Mak. – Tomitaró Makino (牧野 富太郎, 24. 4. 1862 – 18. 1. 1957) - Makino – Tomitaró Makino (牧野 富太郎, 24. 4. 1862 – 18. 1. 1957) - Marcy – Randolph Barnes Marcy - Maries – Charles Maries - Marsh. – Humphrey Marshall - Marshall – Humphrey Marshall (1722–1801) - W.T.Marshall – William Taylor Marshall (1886–1957) - Mart. & Gal. – Martens a Galeotti - C. Martín - Charles-Édouard Martín (1847-1937) - P. M. D. Martin – Philip Michael Dunlop Martin - Martinez – Maximino Martinez - Mart. – Carl Friedrich Philipp von Martius - J. Martyn – John Martyn - Martinov – Ivan Ivanovič Martynov fl. (1820) - Martynov → Martinov - C. Massal. – Caro Benigno Massalongo (1852–1928) - Massee – George Edward Massee (1850–1917) - Masson – Francis Masson - Mast. – Maxwell Tylden Masters - Matsum. – Džinzó Macumura (松村 任三, 1856 - 1928) - Matt. – Heinrich von Mattuschka - Mattei – Giovanni Ettore Mattei - Mattf. – Johannes Mattfeld - Mattir. – Oreste Mattirolo (1856–1947) - Matuda – Eidži Macuda (松田英二, * 1918) - Maubl. – André Maublanc (1880–1958) - Mauri – Ernesto Mauri - Maxim. – Karl Maximovič - Mayr – Heirich Mayr - MB. → M. Bieb. - McAlpine – Daniel McAlpine (1849–1932) - McGinty – C. G. McGinty (1859–1926) - McVaugh – Rogers McVaugh - Med. → Medicus - Medicus – Friedrich Casimir Medicus (1736–1808) - Medikus → Medicus - Medw. – Jakob Sergejevitch Medwedew - Meikle – Robert Desmond Meikle - Meisn. – Carl Daniel Friedrich Meisner (1800–1874) - Melville – Ronald Melville - Melvin – Lionel Melvin - H.Melzer – Helmut Melzer - Melzer – Václav Melzer - Mendel – Gregor Mendel - Menitsky – Ju. L. Menitsky - Menzies – Archibald Menzies - Mérat – François Victor Mérat de Vaumartoise (1780–1851) - Mereschk. – Konstantin Sergejevič Merežkovskij - Merr. – Elmer Drew Merrill - Merriam – Clinton Hart Merriam | - F. P. Metcalf – Franklin Post Metcalf - C. A. Mey. – Carl Anton von Meyer - E. Mey. – Ernst Meyer - Meyen – Franz Meyen - Mez – Carl Christian Mez - P. Micheli – Pier Antonio Micheli (1679–1737) - Michx. – André Michaux - F. Michx. – François André Michaux - Migl.-Gar. – Erminio Migliorato-Garavini - Migl. – Vincenzo Migliozzi - J.G.Mikan. – Josef Bohumír Mikan - Miki – Šigeru Miki (三木 茂, 1901–1974) - Mill. → Miller - Miller – Philip Miller (1691–1771) - Miq. – Friedrich Anton Wilhelm Miquel - Mirb. – Charles François Brisseau de Mirbel - Miyabe – Kingo Mijabe (宮部 金吾, 1860 - 1951) - M. Martens – Martin Martens - S. L. Mo – Sin Li Mo - Moench – Conrad Moench (1744–1805) - Mohl – Hugo von Mohl - Möhring – Paul Möhring - Molina – Juan Ignacio Molina - Moncalvo – Jean-Marc Moncalvo fl. 1995 - Mont. – Jean François Montagne (1784–1866) - P. Monts. – Pedro Montserrat Recoder - E. H. Moore – Emery Harold Moore - G. Moore – George Thomas Moore - Morelet – Pierre Marie Arthur Morelet - G. Moreno - Gabriel Moreno - P.P. Moreno - Pedro Pablo Moreno - Mor.-Arr. - Baldomero Moreno-Arroyo - Morgan – Andrew Price Morgan - Morison – Robert Morison - M. M. Moser – Meinhard (Michael) Moser (1924–2002) - Moug. – Jean Baptiste Mougeot (1776–1858) - Mouill. – Pierre Mouillefert - F. Muell. – Ferdinand von Mueller - Muenchh – Otto von Münchhausen - Muhl. – Henry Ernest Muhlenberg - C. H. Muller – Cornelius Herman Müller - C. H. Müll. – Cornelius Herman Müller - C. H. Mull. – Cornelius Herman Müller - O. F. Müll. – Otto Friedrich Müller (1730–1784) - Münchh. – Otto von Münchhausen - G. Muñoz - Gastón Muñoz - J. Muñoz - Jaime Muñoz - J.A. Muñoz - José Antonio Muñoz - Murashk. – Konstantin Jevgenjevič Murašinskij - Murb. – Svante Samuel Murbeck (1859–1946) - Murr. – Johann Andreas Murray - Murray → Murr. - A. Murray – Andrew Murray (1812–1878), dříve používáno i A.Murr. - A. E. Murray – Albert Edward Murray - E. Murray – Edward Murray - Murrill – William Alphonso Murrill (1869–1957) - Mutis – José Mutis (1732–1808) |

## N
| - Nägeli – Karl Wilhelm von Nageli - Nakai – Takenošin Nakai (中井 猛之進, 1882–1952) - T. Nakai → Nakai - Nannf. – Johann Axel Nannfeld (1904–1985) - Nash – George Valentine Nash - Neck. – Noel Martin Joseph de Necker (1729–1793) - Née – Luis Née - Nees – Christian Gottfried Daniel Nees von Esenbeck (1776–1858) - T. Nees – Theodor Friedrich Ludwig Nees von Esenbeck (1787–1837) - Němec - Bohumil Němec (1873-1966) - Němejc – František Němejc (1901–1976) - Neuhoff – Walther Neuhoff (1891–1971) | - Nevski – Sergei Arsenjevic Nevski (1908–1938) - Newb. – John Strong Newberry - Nicolaj – Pietro Nicolaj - Niemelä – Tuomo Niemelä (1940–) - Nikol. – T. L. Nikolajeva - Niolle – P. Niolle - Nixon – Kevin Clark Nixon - Noordel. – Machiel Evert („Chiel“) Noordeloos (1949–) - Nordm. – Alexander von Nordmann - Nutt. – Thomas Nuttall (1786–1859) - Nyl. – William Nylander (1822–1899) - Nyman – Carl Frederik Nyman |

## O
| - Oakes – William Oakes (1799–1848) - Obel – Matthias de l'Obel - Oberd. – Erich Oberdorfer - Oberw. – Franz Oberwinkler (1939–) - Oborny – Adolf Oborny (1840–1924) - Oeder – Georg Christian Oeder (1728–1791) - Oefelein – Hans Oefelein (1905–1970) - Oerst. – Anders Sandoe Oersted (1816–1872) - H. Ohashi – Hiroyoshi Ohashi (* 1936) - Ohwi – Jisaburo Ohwi (1905–1977) - Oliv. – Daniel Oliver (1830–1916) | - Olivier – Guillaume Antoine Olivier (1756–1814) - Opat. – Wilhelm Opatowski (1810–1838) - Opiz – Filip Maxmilián Opiz (1787–1858) - Orph. – Theodhoros Georgios Orphanides (1817–1886) - Ort nebo Ortega – Casimiro Gomez Ortego (1740–1818) - P. D. Orton – Peter D. Orton (1916–) - Orr – Matthew Young Orr - G. H. Otth – Gustav Heinrich Otth (1806–1874) - J. Otto – Johann Gottfried Otto (1761–1832) - Otto – Christoph Friedrich Otto (1783–1856) - Oudem. – Cornelius Anton Jan Abraham Oudemans (1825–1906) - Overh. – Lee Oras Overholts (1890–1946) |

## P
| - Palau – Antonio Palau y Verdera - Palib. – Ivan Vladimirovič Palibin - Pall. – Peter Simon von Pallas - Palmer – Edward Palmer - E. J. Palmer – Ernest Jesse Palmer - Pančić – Josif Pančić - Pant. – Jószef Pantocsek (1846–1916) - Pantocsek – → Pant. - Parbery – D. G. Parbery - Park. -Rhodes – A. Frederick Parker-Rhodes (1914-) - Parl. – Filippo Parlatore - Parmasto – Erast Parmasto (1928–) - Parry – Charles Christopher Parry - Pass. – Giovanni Passerini (1816–1893) - Paterson – William Paterson (governor) - Pat. – Narcisse Théophile Patouillard (1854–1926) - R. M. Patrick – Ruth Patrick - Patschke – Wilhelm Patschke - Paulet – Jean Jacques Paulet (1740–1826) - Pázmány – Dénes Pázmány (* 1931) - Pax – Ferdinand Pax - A. Pearson - Arthur Anselm Pearson (1874–1954) - Peattie – Donald C. Peattie - Peck – Charles Horton Peck (1833–1917) - Pegler – David Norman Pegler (1938–) - Pelt. – E. Peltereau - Pérez de la Rosa – Jorge Pérez de la Rosa - Perleb – Karl Julius Perleb (1794–1845) - E. P. Perrier – Henri Perrier de la Bâthie - Pers. – Christiaan Hendrik Persoon (1761–1836) - R. H. Petersen – Ronald H. Petersen (1934–) - Petr. – Franz Petrak (1886–1973) - Pfitzer – Ernst Hugo Heinrich Pfitzer (1846–1906) | - Philipp – Klaus Philipp - W. Phillips – William Phillips (1822–1905) - Pierce – John Hwett Pierce - Pilát – Albert Pilát (1903–1974) - Pilg. – Robert Knud Pilger - Piper – Charles Vancouver Piper (1867–1926) - Piso - Willem Piso (1611-1678) - Plowr. – Charles Bagge Plowright (1849–1910) - Pöder – Reinhold Pöder - Poech – Josef Poech - Poepp. – Eduard Friedrich Poeppig (1798–1868) - Poggenb. – Justus Ferdinand Poggenburg - Poind. - Robert W. Poindexter - Poir. – Jean Louis Marie Poiret - A. Poit. – Pierre Antoine Poiteau - Pojark. – Antonina Ivanovna Pojarkova - S. H. Pollock – Stephen H. Pollock - Pomel – Auguste Nicolas Pomel - Pomerl. – René Pomerleau (1904–1993) - Pourr. → Pourret - Pourret – Pierre André Pourret de Figeac (1754–1818) - Pouzar – Zdeněk Pouzar (1932–2023) - Prain – David Prain (1857–1944) - C. Presl – → K. Presl - J. Presl – Jan Svatopluk Presl - K. Presl – Karel Bořivoj Presl - Prill. – Edouard Ernest Prillieux (1829–1915) - Pringsh. – Nathanael Pringsheim - E. Pritz. – Ernst Georg Pritzel - Pritz. – George August Pritzel - Příhoda – Antonín Příhoda - Purdy – Carlton Elmer Purdy (1861–1945) - Purk. – Emanuel von Purkyně - Pursh – Frederick Traugott Pursh - Purton – Thomas Purton (1768–1833) |

## Q
| - S. Z. Qu – Shi Zeng Qu | - Quél. – Lucien Quélet (1832–1899) |

## R
| - Rabenh. – Gottlob Ludwig Rabenhorst (1806–1881) - Racib. – Marjan Raciborski (1863–1917) - Racov. – Andrei Racovitza (1911-) - A. Racov. – Angela Racovitza (1909-) - Raf. – Constantine Samuel Rafinesque-Schmaltz (1783–1840) - Rafin. → Raf. - Raithelh. – Jørg H. Raithelhuber - Ramond – Louis François Ramond de Carbonnière - Raper – Kenneth Bryan Raper (1908–1987) - Raup – Hugh Miller Raup - Rauschert – Stephan Rauschert (1931–1986) - Rauwolff – Leonhard Rauwolf - Ray – John Ray - Rchb. – Ludwig Reichenbach - Rchb. f. – Heinrich Gustav Reichenbach - Rea – Carleton Rea (1861–1946) - P. M. Rea – Paul Marshall Rea (1878–1948) - Rebent. – Johann Friedrich Rebentisch (1772–1810) - Rech. – Karl Rechinger - Rech. f. – Karl Heinz Rechinger - Redeuilh - Guy Redeuilh (1937 – 2004) - Redhead – Scott Alan Redhead (* 1950) - Rehd. → Rehder - Rehder – Alfred Rehder (1863–1949) - Rehm – Heinrich Simon Ludwig Friedrich Felix Rehm (1828–1916) - Rees – Abraham Rees - Regel – Eduard August von Regel - D. A. Reid - Derek Agutter Reid (1927–2006) - Retz. – Anders Jahan Retzius (1742–1821) - Reumaux – Patrick Reumaux - Reut. – George François Reuter - Reveal – James Lauritz Reveal (* 1941) - A. Rich. – Alfred Richard - Rich. – Louis Claude Marie Richard - Richardson – John Richardson - Rick. – Adalbert Ricken (1851–1921) - Ricken → Rick. - Riddell – John Leonard Riddell - Ridl. – Henry Nicholas Ridley - Rifai – Mien Achmad Rifai (* 1940) | - Risso – Joseph Antoine Risso - Rivas Mart. – Salvador Rivas Martinez - Rob. -Pass. – M. -F. Robert-Passini - Robatsch – Karl Robatsch (1929–2000) - Roberge – Michel Robert Roberge (-1864) - H. Rob. – Harold E. Robinson - Rocabruna – August Rocabruna - Rochel – Anton Rochel - Rock – Joseph Rock - Rodway – Leonard Rodway (1853–1936) - Roezl – Benedikt Roezl (1824–1885) - A. M. Rogers – A. M. Rogers fl. 1928 - D. P. Rogers – Donald Philip Rogers (1908–) - J. K. Rogers – Joanne K. Rogers fl. 1971 - Rogerson – Clark Thomas Rogerson (1918–2001) - Röhl. – Johann Christoph Röhling (1757–1813) - Rolfe – Robert Allen Rolfe (1855–1921) - Rolland – Leon Louis Rolland (1841–1912) - Romagn. – Henri Romagnesi (1912–1999) - Romell – Lars Gunnar Torgny Romell (1891–) - Ronse Decr. – Louis-Philippe Ronse Decraene (1988 am Leben) - Roques – Joseph Roques (1772–1850) - Rose – Joseph Nelson Rose (1862–1928) - Rostk. – Friedrich Wilhelm Rostkovius (1770–1848) - Rostr. – Emil Rostrup (1831–1907) - Roth – Albrecht Wilhelm Roth (1757–1834) - Roum. – Casimir Roumèguere (1828–1892) - Roussel – Henri François Anne de Roussel (1747–1812) - Roxb. – William Roxburgh - Royle – John Forbes Royle - Roze – Ernest Roze (1833–1900) - Rudall – Paula J. Rudall (* 1954) - Rudolphi – Karl Asmund Rudolphi (1771–1823) - Rumph. – Georg Eberhard Rumphius - Ruots. – Juhani Ruotsalainen - Rupp –Herman Rupp (1872–1956) - Rupr. – Franz Josef Ruprecht (1814–1870) - Rushforth – K. D. Rushforth - Ruysch – Frederik Ruysch (1638–1731) - Rydb. – Per Axel Rydberg - Ryvarden – Leif Ryvarden (1935–) - Rzed. – Jerzy Rzedowski |

## S
| - Sabine – Joseph Sabine (1770–1837) - D. Sacc. – Domenico Saccardo (1872–1952) - F. Sacc. – Francesco Saccardo (1869–1896) - Sacc. – Pier Andrea Saccardo (1845–1920) - Sachs – Julius von Sachs (1832–1897) - E. Salisb. – Edward James Salisbury (1886–1978) - Salisb. – Richard Anthony Salisbury (1761–1829) - Salm-Dyck – Joseph zu Salm-Reifferscheid-Dyck (1773–1861) - Salzm. – Philipp Salzmann (1781–1851) - Samp. – Gonçalo Antonio da Silva Ferreira Sampaio (1865–1937) - Santi – Giorgio Santi (1746–1822) - Sarg – Charles Sprague Sargent (1841–1927) - Sarnari – Mauro Sarnari fl. 1990 - W. Saunders – William Saunders (1822–1900) - Sauss. – Horace-Bénédict de Saussure (1740–1799) - Saut. – Anton Eleutherius Sauter (1800–1881) - Sav. – Paul Amédée Ludovic Savatier (1830–1891) - Savi – Gaetano Savi (1769–1844) - Schaeff. – Jacob Christan Schaeffer (1718–1790) - Jul. Schäff. – Julius Schäffer (1882–1944) - Scheff. – Rudolph Herman Scheffer (1844–1880) - Schelle – Ernst Schelle (1864–1945) - Scheidw. – Michael Joseph François Scheidweiler (1799–1861) - Schiede – Christian Julius Schiede (1798–1836) - Schimp. – Wilhelm Philipp Schimper (1808–1880) - Schleid. – Matthias Jacob Schleiden (1804–1881) - Schltdl. – Diederich Franz Leonhard von Schlechtendal (1794–1866) - Schltr. – Rudolf Schlechter (1872–1925) - Schmalh. – Johannes Theodor Schmalhausen (1849–1894) - Schmidel – Casimir Christoph Schmidel (1718–1792) - F. Schmidt – Friedrich Schmidt (1832–1908) - O. Schmidt – Oswald Schmidt (* 1907) - C. K. Schneid. – Camilio Karl Schneider (1876–1951) - Schott – Heinrich Wilhelm Schott (1794–1865) - Schottky – Ernst Max Schottky (1888–1915) - Schrad. – Heinrich Adolph Schrader (1767–1836) - Schrank – Franz Paula von Schrank (1747–1835) - Schreb. – Johann Christian Daniel von Schreber (1739–1810) - J. Schröt. – Joseph Schröter (1837–1894) - Schult. f – Julius Hermann Schultes (1804–1840) - F. W. Schultz – Friedrich Wilhelm Schultz (1804–1876) - Schulzer – Stephan V. M. Schulzer von Müggenburg (1802–1892) - K. Schum. – Karl Moritz Schumann (1851–1904) - Schumach. – Heinrich Christian Friedrich Schumacher (1757–1830) - T. Schumach. – Trond Schumacher (* 1949) - Schur – Philipp Johann Ferdinand Schur (1799–1878) - A. Schüssler – Arthur Schüssler fl. 2001 - Schütz – Bohumil Schütz (1903–1993) - O. Schwarz – Otto Karl Anton Schwarz (1900–1983) - Schweigg. – August Friedrich Schweigger (1783–1821) - Schwein. – Lewis David von Schweinitz (1780–1834) - Schweinf. – Georg August Schweinfurth (1836–1925) - Schwend. – Simon Schwendener (1829–1919) - Schwer. – Fritz Kurt von Schwerin (1856–1934) - Scop. – Giovanni Antonio Scopoli - Seaver – Fred Jay Seaver (1877–1970) - Seb. – Francesco Antonio Sebastiani (1782–1821) - Secr. – Louis Secretan (1758–1839) - Seem. – Berthold Carl Seemann (1825–1871) - Seemen – Karl Otto von Seemen (1838–1910) - P. Selby – Prideaux John Selby (1788–1867) - Seneb. – Jean Senebier (1742–1809) - Senft – Christian Carl Friedrich Ferdinand Senft (1810–1893) - Sennen – Padre Sennen (1861–1937) - S. & Z. – Siebold et Zuccarini - Shaw – George Russell Shaw (1848–1937) - G. Shaw – George Shaw (1751–1813) - Shear – Cornelius Lott Shear (1865–1956) - Shiras. – Homi Shirasawa (1868–1947) - Shumard – Benjamin Shumard - Sibth. – John Sibthorp (1758–1796) - Sieb. et Zucc. – Siebold e Zuccarini - Siebold – Philipp Franz von Siebold (1789–1844) - Sieber – František Vilém Sieber (1796–1866) - Siesm. – Heinrich Siesmayer fl. 1888 - Silba – John Silba (* 1961) | - P. Silva – Antonio Rodrigo Pinto da Silva (1912–1992) - Simonini - Giampaolo Simonini - Simonk. – Lajos von Simonkai (1851–1910) - Singer – Rolf Singer (1906–1994) - P. Singh – Paramjit Singh (* 1958) - V. Singh – V. Singh (* 1947) - Sint. – Paul Ernst Emil Sintenis (1847–1907) - Skalický – Vladimír Skalický (1930–1994) - Skan – Sidney Alfred Skan (1870–1939) - Skeels – Homer Collar Skeels (1873–1934) - Skirg. – Alina Skirgiello (1911–2007) - Skvortsov – Boris Vasiljevič Skvorcov (1890–1980) - Sleumer – Hermann Sleumer (1906–1993) - Small – John Kunkel Small (1869–1938) - A. H. Smith – Alexander Hanchett Smith (1904–1986) - C. Sm. – Christen Smith (1785–1816) - C. A. Sm. – Christo Albertyn Smith (1898–1956) - Sm. – James Edward Smith (1759–1828) - L. B. Smith – Lyman Bradford Smith (1904–1997) - W. G. Sm. – Worthington George Smith (1835–1917) - W. W. Sm. – William Wright Smith (1875–1956) - Smotl. – František Smotlacha fl. 1921 - Snell – Walter Henry Snell (1889–1980) - Soepadmo – Engkik Soepadmo - Soják – Jiří Soják (1936–2012) - Sol. – Daniel Carl Solander (1733–1782) - Sonn. – Pierre Sonnerat (1748–1814) - Soo – Karoly Rezso Soo von Bere (1903–1980) - Soong – Z. P. Soong fl. 1984 - Sowerby – James Sowerby (1757–1822) - Spach – Edouard Spach (1801–1879) - Sparrow – Frederick Kroeber Sparrow (1903–1977) - Speg. – Carlo Luigi Spegazzini (1858–1926) - Spellenb. – Richard William Spellenberg (* 1940) - Sprague – Thomas Archibald Sprague (1877–1958) - Spreng. – Kurt Sprengel (1766–1833) - Spruce – Richard Spruce (1817–1893) - A. Stahl – Agustín Stahl (1842–1917) - Standl. – Paul Carpenter Standley (1884–1963) - V.J.Staněk - Václav Jan Staněk (1907-1983) - Stapf – Otto Stapf (1857–1933) - Staude – Friedrich Staude ( -1861) - Stearn – William Thomas Stearn (1911–2001) - Stebbins – G. Ledyard Stebbins (1906–2000) - K. P. Steele – Kelly P. Steele fl. 1981 - Steenis – Cornelis Gijsbert Gerrit Jan van Steenis (1901–1986) - Steller – Georg Wilhelm Steller (1709–1746) - Sternb. – Kašpar Maria ze Šternberka (1761–1838) - Sterns – Emerson Ellick Sterns (1846–1926) - Steud. – Ernst Gottlieb von Steudel (1783–1856) - Steven – Christian von Steven (1781–1863) - F. Stevens – Frank Lincoln Stevens (1871–1934) - Stev. – John Stevenson (1836–1903) - Stewart – Robert Stewart (1811–1865) - St.-Amans – Jean Florimond Boudon de Saint-Amans (1748–1831) - A. St.-Hil. – Auguste François César Prouvençal de Saint-Hilaire (1779–1853) - J. St. -Hil. – Jean Henri Jaume Saint-Hilaire (1772–1845) - St. -Lag. – Jean Baptiste Saint-Lager (1825–1912) - Stockw. – William Palmer Stockwell (1898–1950) - Stoj. – Nikolaj Stojanov (1883–1968) - Stokes – Jonathan S. Stokes (1755–1831) - Sturm – Jakob W. Sturm (1771–1848) - Styles – Brian Thomas Styles (1936–1993) - Subram. – Chirayathumadom Venkatachalier Subramanian (* 1924) - Sudw. – George Bishop Sudworth (1864–1927) - Šutara – Josef Šutara (* 1934) - Svoboda – Pravdomil Svoboda (1908–1978) - Svrček – Mirko Svrček (1925–2017) - Sw. – Olof Peter Swartz (1760–1818) - H. R. Sweet – Herman Royden Sweet (1909–1992) - Sweet – Robert Sweet (1783–1835) - Syd. – Hans Sydow (1879–1946) - P. Syd. – Paul Sydow (1851–1925) - Šebek – Svatopluk Šebek fl. 1953 - F. Šmarda – František Šmarda (1902–1976) |

## T
| - Tabarés – Manuel Tabarés - Taken. – Makoto Takenouchi (* 1894) - Takht. – Armen Leonovič Tachtadžan (1910–2009) - P. C. Tam – Pui Cheung Tam (* 1921) - Tausch – Ignaz Friedrich Tausch (1793–1848) - Tateishi – Yoichi Tateishi (* 1948) - A.F.S. Taylor - Andrew F. S. Taylor = Andy Taylor - Tchich. – Pjotr Alexandrovič Čichačov (1812–1890) - Teixeira – Alcides Ribeiro Teixeira (1918–2003) - Ten. – Michele Tenore (1780–1861) - Temminck – Thylacinus Temminck (†1827) - Teppner – Herwig Teppner (* 1941) - Tharp – Benjamin Carroll Tharp (1885–1964) - Thaxt. – Roland Thaxter (1858–1932) - Theiss. – Ferdinand Theissen (1877–1919) - Thell. – Albert Thellung (1881–1928) - Thiers – Harry Delbert Thiers (1919–2000) - Thirring – Ernst Thirring fl. 1962 - Thomson – Thomas Thomson (1817–1878) - Thore – Jean Thore (1762–1823) - Thorne – Robert Folger Thorne (* 1920] - Thouars – Louis Marie Aubert du Petit Thouars (1758–1831) - Thuil. – Jean Louis Thuillier (1757–1822) - Thunb. – Carl Peter Thunberg (1743–1828) - Thwaites – George Henry Kendrick Thwaites (1812–1882) - Tiegh. – Phillippe Edouard van Tieghem (1839–1914) - Tod. – Agostino Todaro (1818–1892) | - Tomiya – Tomiya fl. 1947 - Torr. – John Torrey (1796–1873) - Toumey – James William Toumey (1865–1932) - Tourn. – Joseph Pitton de Tournefort (1656–1708) - Trab. – Louis Charles Trabut (1853–1929) - Trad. – John Tradescant (1608–1662) - Tranzschel – Vladimir Andrejevič Tranšel (1868–1942) - Tratt. – Leopold Trattinnick (1764–1849) - Traub – Hamilton Paul Traub (1890–1983) - Trautv. – Ernst Rudolf von Trautvetter (1809–1889) - Traverso – Giovanni Battista Traverso (1878–1955) - Trel. – William Trelease (1857–1945) - Trevis. – Vittore Benedetto Antonio Trevisan de Saint-Léon (1818–1897) - Trimen – Henry Trimen (1843–1896) - Troitsky – N. A. Trojickij fl. 1919 - Tschonoski – Tschonoski - Tsiang – Ying Tsiang (1898–1982) - Tswett – Mikhail Tsvet (1872–1919) - Tuck. – Edward Tuckerman (1817–1886) - J. M. Tucker – John Maurice Tucker - C. Tul. – Charles Tulasne (1816–1884) - Tul. – Louis René Tulasne (1815–1885) - Turcz. – Nikolaj Stěpanovič Turčaninov (1796–1863) - Turra – Antonio Turra (1730–1796) |

## U
| - Uechtr. – Maximilian Friedrich Sigismund von Uechtritz (1785–1851) - Underw. – Lucien Marcus Underwood (1853–1907) | - Unger – Franz Unger (1800–1870) - Uyeki – Homiki Uyeki (1882–?) |

## V
| - Vacek - Václav Vacek (1895–1951) - Vahl – Martin Vahl (1749–1804) - Vaill. – Sébastien Vaillant (1669–1722) - Vampola – Petr Vampola (* 1952) - Vand. – Domenico Vandelli (1735–1816) - Vasey – George Vasey (1822–1893) - Vassilkov – Boris Pavlovič Vassilkov fl. 1953 - Vaucher – Jean-Pierre Vaucher (1764–1841) - Vauras – Jukka Vauras (* 1946) - Vavilov – Nikolaj Ivanovič Vavilov (1887–1943) - Veitch – John Gould Veitch (1839–1870) - H. J. Veitch – Sir Harry James Veitch (1840–1924) - Velen. – Josef Velenovský (1858–1949) - Vellinga – Else C. Vellinga fl. 1986 - Vent. – Etienne Pierre Ventenat (1757–1808) - A. Venturi – Antonio Venturi (1805–1864) - Veselský – Jaroslav Veselský (1913-1980) - Veselý – Rudolf Veselý (1884–1966) - Vest – Lorenz Chrysanth von Vest (1776–1840) | - Vesterh. – Jan Vesterholt fl. 1989 - Vicioso – Benito Vicioso Trigo (850–1929) - C. Vicioso – Carlos Vicioso Martinez (1886–1968) - Vienn. -Bourg. – Georges Viennot-Bourgin (* 1906) - Vierh. – Friedrich Vierhapper (1876–1932) - Vilgalys – Rytas J. Vilgalys (* 1958) - Vill. – Dominique Villars (1745–1814) - Villar – Emilio Huguet del Villar y Serratacó (1871–1951) - Vilm. – Louis de Vilmorin (1816–1860) - Vig. – Louis G. Alexandre Viguier (1790–1867) - Vittad. – Carlo Vittadini (1800–1865) - Viv. – Domenico Viviani (1772–1840) - Voglino – Pietro Voglino (1864–1933) - Voss – Andreas Voss (1857–1924) - G. A. de Vries – Gerardus Albertus de Vries (1919–2005) - Vuill. – Paul Vuillemin (1861–1932) - Vuk. – Ljudevit Vukotinović / Farkas (1813–1893) - Vuure – Maarten van Vuure fl. 1957 |

## W
| - W. H. Wagner – Warren H. Wagner (1920–2000) - Wahlenb. – Göran Wahlenberg (1780–1851) - Wakef. – Elsie Maud Wakefield (1886–1972) - Waldst. – František Adam z Valdštejna-Vartenberka (1759–1823) - Wall. – Nathaniel Wallich (1786–1854) - Wallr. – Karl Friedrich Wallroth (1792–1857) - H. Walter – Hans Paul Heinrich Walter (1882–?) - Walt. → Walter - Walter – Thomas Walter (1740–1789) - Wangenh. – Friedrich von Wangenheim (1749–1800) - Warb. – Otto Warburg (botanik)Otto Warburg (1859–1938) - O. E. Warb. – Oscar Emanuel Warburg (1876–1937) - E. F. Warb. – Edmund Frederic Warburg (1908–1966) - Wasser – Solomon P. Wasser (* 1946) - Watling – Roy Watling (* 1938) - S. Wats. – Sereno Watson (1826–1892) - W. C. Watson – William Charles Watson - Wawra Heinrich Wawra von Fernsee Jindřich Blažej Vávra (1831–1881) - Weath. – Charles Alfred Weatherby (1875–1949) - F. A. C. Weber – Frédéric Albert Constantin Weber (1830–1903) - Webb – Philip Barker Webb (1793–1854) - Wehm. – Lewis Edgar Wehmeyer (1897–1971) - Weide – Heinz Weide (* 1933) - Weigel – Christian Ehrenfried Weigel (1748–1831) - H. Wei Jen – Hsien Wei Jen (* 1928-) - Weinm. – Johann Anton Weinmann (1782–1858) - S. L. Welsh – Stanley Larson Welsh (* 1928) - Welw. – Friedrich Welwitsch (1806–1872) | - H. Wendl. – Hermann Wendland (1825–1903) - Wenz. – Theodor Wenzig (1824–1892) - Wesm. – Alfred Wesmael (1832–1905) - Wettst. – Richard von Wettstein (1863–1931) - C. T. White – Cyril Tenison White (1890–1950) - Wichansky → Wichanský - Wichanský – Evžen Wichanský fl. 1958 - Wich. – Max Ernst Wichura (1817–1866) - Wierzb. – Piotr Paulus Wierzbicki (1794–1847) - De Wild. – Émile August Joseph de Wildeman (1866–1947) - F. H. Wigg. – Friedrich Heinrich Wiggers (1746–1811) - Willd. – Carl Ludwig Willdenow (1765–1812) - F. N. Williams – Frederic Newton Williams (1862–1923) - Willk. – Heinrich Moritz Willkomm (1821–1895) - Wils. – Ernest Henry Wilson - E. H. Wilson – Ernest Henry Wilson (1876–1930) - P. Wilson – Percy Wilson (1879–1944) - Wimmer → Wimm. - Wimm. – Christian Friedrich Heinrich Wimmer (1803–1868) - Winge – Øjvind Winge (1886–1964) - Wistuba – Andreas Wistuba fl. 1994 - With. – William Withering (1741–1799) - Wollenw. – Hans Wilhelm Wollenweber (1879–1949) - Wooton – Elmer Ottis Wooton (1865–1945) - Woronow – Jurij Nikolajevič Voronov / Woronow (1874–1931) - Wulfen – Franz Xavier von Wulfen (1728–1805) - Wydler – Heinrich Wydler (1800–1883) |

## X
| - J. R. Xue – Ji Ru Xue |

## Y
| - Yabuno – Tomosaburó Jabuno (薮野 友三郎, * 1924) - Yalt. – Faik Yaltirik (* 1930) - Yeo – Peter Frederick Yeo (1929–2010) | - S. S. Ying – Shao Shun Ying fl. 1970 - M. Young – Maurice Young fl. 1872 - Yunck. – Truman George Yuncker (1891–1964) |

## Z
| - Zabel – Hermann Zabel (1823–1912) - Zahlbr. - Alexander Zahlbruckner (1860–1938) - Zalewski – Aleksander Zalewski (1854–1906) - Zander – Robert Zander (1892–1969) - Zannich. – Giovanni Gerolamo Zannichelli (1662–1729) - Zanted. – Giovanni Zantedeschi (1773–1846) - Zappi - Daniela Cristina Zappi (* 1965) - Zeiss. – Hermann Zeissold fl. 1895 - Zeller – Sanford Myron Zeller (1885–1948) - Zenari – Silvia Zenari (1896–1956) - Zenker- Jonathan Carl Zenker (1799–1837) - Zerov – Dmitrij Konstantinovič Zerov (1895–1971) - Zeyh. – Carl Ludwig Philipp Zeyher (1799–1858) - W. H. Zhang – Weng Hui Zhang fl. 198) - Q. F. Zheng – Qing Fang Zheng fl. 1994 - L. H. Zhou – Li Hua Zhou (* 1934) - Zhou – Z. K. Zhou - Zigno – Achille de Zigno (1813–1892) - Zijp – Coenraad van Zijp (1897–?) | - Žíla – Vojtěch Žíla (* 1942) - Zillig – Hermann Zillig (1893–1952) - Zimm. – Albrecht Wilhelm Phillip Zimmermann (1860–1931) - H. Zimm. – Hugo Zimmermann (1862–1933) - Zimmeter – Albert Zimmeter (1848–1897) - Zinn – Johann Gottfried Zinn (1727–1759) - Zipp. – Alexander Zippelius (1797–1828) - Ziz – Johann Baptist Ziz (1799–1829) - Zobel – Johann Baptista Zobel (1812–1865) - Zohary – Michael Zohary (1898–1983) - Zoll. – Heinrich Zollinger (1818–1859) - Zopf – Friederich Wilhelm Zopf (1846–1909) - Zschacke – Georg Hermann Zschacke (1867–1937) - Zucc. – Joseph Gerhard Zuccarini (1797–1848) - Zuccagni – Attilio Zuccagni (1754–1807) - Zumagl. – Antonio Maurizio Zumaglini (1804–1865) - Zundel – George Lorenzo Ingram Zundel (1885–1950) - Zvára – Jaroslav I. Zvára fl. (1922) - Zwackh – Philipp Franz Wilhelm von Zwackh-Holzhausen (1826–1903) |